# Charles Arnt
Charles Arnt (Michigan City, 20 agosto 1906 – Orcas Island, 6 agosto 1990) è stato un attore statunitense.

## Filmografia parziale

### Cinema
- La signorina curiosa (Ladies Should Listen), regia di Frank Tuttle (1934)
- Ready for Love, regia di Marion Gering (1934)
- Two for Tonight, regia di Frank Tuttle (1935)
- Voglio essere amata (She Married Her Boss), regia di Gregory La Cava (1935)
- La sedia del testimone (The Witness Chair), regia di George Nicholls Jr. (1936)
- Swing High, Swing Low, regia di Mitchell Leisen (1937)
- La città dalle mille luci (It Happened in Hollywood), regia di Harry Lachman (1937)
- Ricorda quella notte (Remember the Night), regia di Mitchell Leisen (1940)
- Ti amo ancora (I Love You Again), regia di W.S. Van Dyke (1940)
- Un sacco d'oro (Pot o' Gold), regia di George Marshall (1941)
- Fiori nella polvere (Blossoms in the Dust), regia di Mervyn LeRoy (1941)
- Michael Shayne e l'enigma della maschera (Dressed to Kill), regia di Eugene Forde (1941)
- La porta d'oro (Hold Back the Dawn), regia di Mitchell Leisen (1941)
- Ciao amici! (Great Guns), regia di Monty Banks (1941)
- Colpo di fulmine (Ball of Fire), regia di Howard Hawks (1941)
- Il segreto sulla carne (The Lady Has Plans), regia di Sidney Lanfield (1942)
- Il fuorilegge (This Gun for Hire), regia di Frank Tuttle (1942)
- Follie di New York (My Gal Sal), regia di Irving Cummings (1942)
- Letti gemelli (Twin Beds), regia di Tim Whelan (1942)
- Segretario a mezzanotte (Take a Letter, Darling), regia di Mitchell Leisen (1942)
- La grande fiamma (Reunion in France), regia di Jules Dassin (1942)
- Viaggio per la libertà (Gangway for Tomorrow), regia di John H. Auer (1943)
- Così vinsi la guerra (Up in Arms), regia di Elliott Nugent (1944)
- Sangue nel sogno (Strange Illusion), regia di Edgar G. Ulmer (1945)
- La schiava del Sudan (Sudan), regia di John Rawlins (1945)
- Perdonate il mio passato (Pardon My Past), regia di Leslie Fenton (1945)
- Cinderella Jones, regia di Busby Berkeley (1946)
- The Hoodlum Saint, regia di Norman Taurog (1946)
- California Express (Without Reservations), regia di Mervyn LeRoy (1946)
- La mia brunetta preferita (My Favorite Brunette), regia di Elliott Nugent (1947)
- La muraglia delle tenebre (High Wall), regia di Curtis Bernhardt (1947)
- Jim lo sfregiato (Hollow Triumph), regia di Steve Sekely (1948)
- Il ragazzo dai capelli verdi (The Boy with Green Hair), regia di Joseph Losey (1948)
- Masked Raiders, regia di Lesley Selander (1949)
- Questo me lo sposo io (Bride for Sale), regia di William D. Russell (1949)
- La Venere di Chicago (Wabash Avenue), regia di Henry Koster (1950)
- The Sun Sets at Dawn, regia di Paul Sloane (1950)
- L'uomo che ingannò se stesso (The Man Who Cheated Himself), regia di Felix E. Feist (1950)
- Bill West fratello degli indiani (The Great Sioux Uprising), regia di Lloyd Bacon (1953)
- The Miracle of the Hills, regia di Paul Landres (1959)
- La dolce ala della giovinezza (Sweet Bird of Youth), regia di Richard Brooks (1962)

### Televisione
- L'uomo ombra (The Thin Man) – serie TV, episodio 1x28 (1958)
- The Texan – serie TV, 2 episodi (1959-1960)
- Maverick – serie TV, episodi 3x13-5x01 (1959-1961)
- Bourbon Street Beat – serie TV, episodio 1x35 (1960)
- Sugarfoot – serie TV, episodio 4x02 (1960)